# Paul Rehme

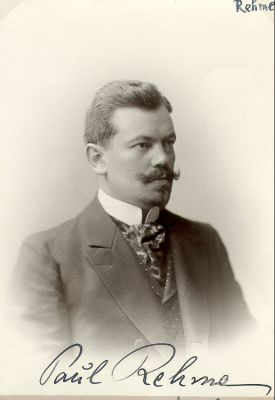
Paul Rehme

Paul Rehme (* 10. Januar 1867 in Görlitz; † 1. Juli 1941 in Markkleeberg) war ein deutscher Rechtswissenschaftler. Er hatte Lehrstühle in Halle, Breslau und Leipzig inne.

## Leben
Paul Rehme studierte an der Friedrichs-Universität Halle Rechtswissenschaft. 1887 wurde er Mitglied der Landsmannschaft (später Corps) Neoborussia Halle. Er wechselte an die Friedrich-Wilhelms-Universität zu Berlin. 1891 wurde er zum Dr. iur. promoviert. Er habilitierte sich 1894 an der Christian-Albrechts-Universität zu Kiel. 1898–1901 war er a.o. Professor für Deutsches Recht und Rechtsgeschichte an der Friedrich-Wilhelms-Universität zu Berlin. Lehrstuhlinhaber war er 1891–1918 in Halle, 1918–1922 an der Schlesischen Friedrich-Wilhelms-Universität Breslau und 1922–1935 an der Universität Leipzig.

## Publikationen
- Geschichte des Handelsrechts, 1914.
- Stadtbücher des Mittelalters, 1927.
- Deutsche Rechtsgeschichte, 1931.